# Ireland Tri-Nation Women’s Series 2012
Die Ireland Tri-Nation Women’s Series 2012 waren zwei Drei-Nationen-Cricket-Turniere in Irland. Bei den zur internationalen Cricket-Saison 2012 gehörenden Turnieren nahmen neben dem Gastgeber Irland auch Bangladesch und  Pakistan teil. Die Ireland Tri-Nation Women’s One-Day Series 2012 wurde im WODI-Cricket vom 22. bis zum 24. August 2012 ausgetragen, wobei sich Pakistan durchsetzen konnte. Auch beim Ireland Tri-Nation Women’s T20 Series 2012, dass im WTwenty20-Cricket vom 28. bis zum 29. August 2012 ausgetragen wurde, gewann Pakistan. 

## Vorgeschichte
Irland bestritt zuvor Begegnungen in England, für Bangladesch und Pakistan war es die erste Tour der Saison.

## Format
In einer Vorrunde spielt jede Mannschaft gegen jede andere ein Mal. Für einen Sieg fab es zwei, für ein Unentschieden oder No Result einen Punkt.

## Stadien
Die folgenden Stadien wurden für die Tour als Austragungsort vorgesehen.
| Stadion                      | Stadt  | Kapazität | Spiele       |
| ---------------------------- | ------ | --------- | ------------ |
| Castle Avenue Cricket Ground | Dublin | 03.200    | 1. – 3. T20  |
| Railway Union Sports Club    | Dublin |           | 2. WODI      |
| YMCA Cricket Club Ground     | Dublin | 2.000     | 1. & 3. WODI |

## Kaderlisten
| WODI/WTwenty20 | WODI/WTwenty20 | WODI/WTwenty20 |
| Irland | Bangladesch | Pakistan |
| --- | --- | --- |
| - Isobel Joyce (K) - Laura Cullen - Laura Delany - Emma Flanagan - Kim Garth - Cecelia Joyce - Shauna Kavanagh - Amy Kenealy - Louise McCarthy - Eimear Richardson - Melissa Scott-Hayward - Clare Shillington - Elena Tice - Mary Waldron (wk) | - Salma Khatun (K) - Ayasha Rahman - Fargana Hoque - Jahanara Alam - Khadija Tul Kubra - Lata Mondal - Nuzhat Tasnia (wk) - Panna Ghosh - Ritu Moni - Rumana Ahmed - Sanjida Islam - Sharmin Akhter - Shukhtara Rahman - Sultana Yesmin (wk) - Tithy Sarkar | - Sana Mir (K) - Asmavia Iqbal - Batool Fatima (wk) - Bismah Maroof - Elizebath Khan - Javeria Khan - Javeria Rauf - Marina Iqbal - Masooma Junaid - Nahida Khan - Nain Abidi - Nida Dar - Qanita Jalil - Sadia Yousuf |

## Tour Matches
| 20. August Scorecard | Dublin (RU) | Pakistan 180-6 (50)          | – | Bangladesch 138 (46.3) |
|                      |             | Pakistan gewinnt mit 42 Runs |   |                        |

Bangladesch gewann den Münzwurf und entschied sich als Feldmannschaft zu beginnen.
| 21. August Scorecard | Dublin (PCC) | Irland 148-6 (45/45)                    | – | Bangladesch 94 (35.4/38) |
|                      |              | Irland gewinnt mit 61 Runs (D/L method) |   |                          |

Irland gewann den Münzwurf und entschied sich als Schlagmannschaft zu beginnen. Spiel nach Regenfällen verkürzt.

## Ireland Tri-Nation Women’s One-Day Series 2012

### Spiele
Tabelle
| Teams       | Sp. | S | N | U | R | NR | BP | Punkte | NRR    |
| ----------- | --- | - | - | - | - | -- | -- | ------ | ------ |
| Pakistan    | 2   | 2 | 0 | 0 | 0 | 0  | 0  | 4      | +0.530 |
| Bangladesch | 1   | 0 | 1 | 0 | 0 | 0  | 0  | 0      | −0.093 |
| Irland      | 1   | 0 | 1 | 0 | 0 | 0  | 0  | 0      | −1.077 |

Sieg: 2 Punkte; Remis: 1 Punkte
Spiele
| 22. August Scorecard | Dublin (YMCA) | Pakistan 254-3 (50)          | – | Irland 181-8 (39) |
|                      |               | Pakistan gewinnt mit 42 Runs |   |                   |

Pakistan gewann den Münzwurf und entschied sich als Schlagmannschaft zu beginnen.
| 23. August Scorecard | Dublin (RU) | Bangladesch 161-8 (50)         | – | Pakistan 164-6 (49.3) |
|                      |             | Pakistan gewinnt mit 4 Wickets |   |                       |

Bangladesch gewann den Münzwurf und entschied sich als Schlagmannschaft zu beginnen.
| 24. August Scorecard | Dublin (YMCA) | Irland 145-9 (45) | – | Bangladesch 22-4 (10) |
|                      |               | No Result         |   |                       |

Irland gewann den Münzwurf und entschied sich als Schlagmannschaft zu beginnen. Das Spiel wurde auf Grund von Regenfällen abgebrochen.

## Ireland Tri-Nation Women’s T20 Series 2012

### Spiele
Tabelle
| Teams       | Sp. | S | N | U | R | NR | BP | Punkte | NRR    |
| ----------- | --- | - | - | - | - | -- | -- | ------ | ------ |
| Pakistan    | 2   | 2 | 0 | 0 | 0 | 0  | 0  | 4      | +1.479 |
| Bangladesch | 2   | 1 | 1 | 0 | 0 | 0  | 0  | 2      | −0.561 |
| Irland      | 2   | 0 | 2 | 0 | 0 | 0  | 0  | 0      | −0.761 |

Sieg: 2 Punkte; Remis: 1 Punkte
Spiele
| 28. August Scorecard | Dublin (CA) | Irland 92-4 (20)                  | – | Bangladesch 93-6 (19.5) |
|                      |             | Bangladesch gewinnt mit 4 Wickets |   |                         |

Irland gewann den Münzwurf und entschied sich als Schlagmannschaft zu beginnen.
| 29. August Scorecard | Dublin (CA) | Irland 81-6 (20)               | – | Pakistan 85-2 (15.1) |
|                      |             | Pakistan gewinnt mit 8 Wickets |   |                      |

Pakistan gewann den Münzwurf und entschied sich als Feldmannschaft zu beginnen.
| 29. August Scorecard | Dublin (CA) | Bangladesch 96-6 (20)          | – | Pakistan 99-4 (16) |
|                      |             | Pakistan gewinnt mit 6 Wickets |   |                    |

Bangladesch gewann den Münzwurf und entschied sich als Feldmannschaft zu beginnen.